# (1136) Mercedes
(1136) Mercedes és un asteroide descobert el 30 d'octubre de 1929 per Josep Comas i Solà a Barcelona. La designació provisional que va rebre era 1929 ua. El nom prové de la dedicatòria del descobridor a la seva cunyada Filomena Mercedes.